# Ратибор (князь ободритов)
Ратибо́р (погиб в 1042) — князь бодричей (ок. 1028—1042).

## Биография
Ратибор стал князем бодричей через какое то время после гибели князя Удо, в то время как сын того, Готшалк, ушёл на службу к Кнуду Великому. Его столицей был город Ратибор (Ратцебург), названый в его честь.
Ярл Свен Эстридсен (наместник Дании), недовольный избранием в 1042 году Магнуса Доброго королём Дании, начал борьбу с ним. В этой борьбе Магнуса поддержал его свойственник (свёкор его сестры Вульфильды) Бернхард II Саксонский, а Свена — йомские витязи и ободриты.

Магнус Добрый, вступив в союз с Бернхардом Саксонским, совершил поход и в 1042 году разрушил Йомсборг. Князь бодричей Ратибор, пытавшийся помочь своим союзникам, также погиб.
В ответ в 1043 году, воспользовавшись тем, что Магнус уплыл в Данию, сыновья Ратибора разорили всю Ютландию. Однако на обратном пути (на территории Шлезвига близ современного Люршау) на них напало войско Магнуса и его родича Ордульфа Саксонского. В битве, произошедшей 28 сентября 1043 года, погибли все восемь сыновей Ратибора и, по свидетельству автора хроники, 15 000 славян.